# Karl Erik Persson
Karl Erik Persson, född 28 maj 1919 i Munkfors, död 18 april 2010 i Stockholm,  var en svensk direktör inom kooperationen.

## Biografi
Persson arbetade åren 1936-48 som butiksanställd och senare som butikschef  inom Konsum i Munkfors, Uppsala och Stockholm. Han var därefter butikskonsulent inom Konsum Stockholm 1948-53. Han flyttade därefter till södra Sverige och var revisor i Kooperativa förbundet (KF) i Kristianstads och Blekinge län 1954-56 och områdeschef för Svenska hushållsföreningen KF i samma län 1956-60.
År 1960 återvända han till Stockholm och var chef för planerings- och revisionsavdelningen inom KF Stockholm 1960-65 och därefter ledamot i KF:s styrelse med ansvar för varuhusföreningen Domus, Svenska hushållsföreningen, planeringsavdelningen, arkitektkontoret och revisionavdelningen 1966-69. I sista skedet av sin karriär var han VD i Konsum Stockholm 1969-75 och VD i KF 1975-83.